# Nakenmodell

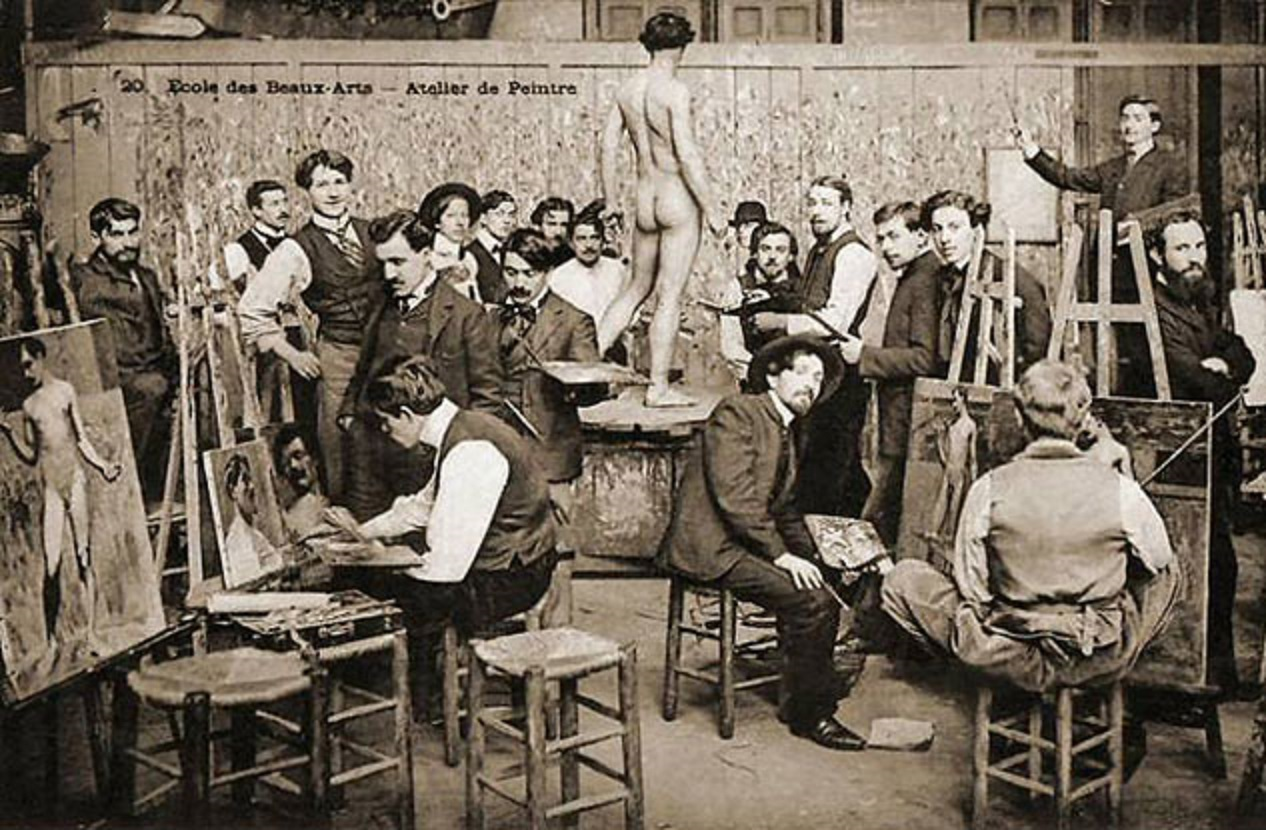
Nakenmodell som poserar på en fransk konstskola.

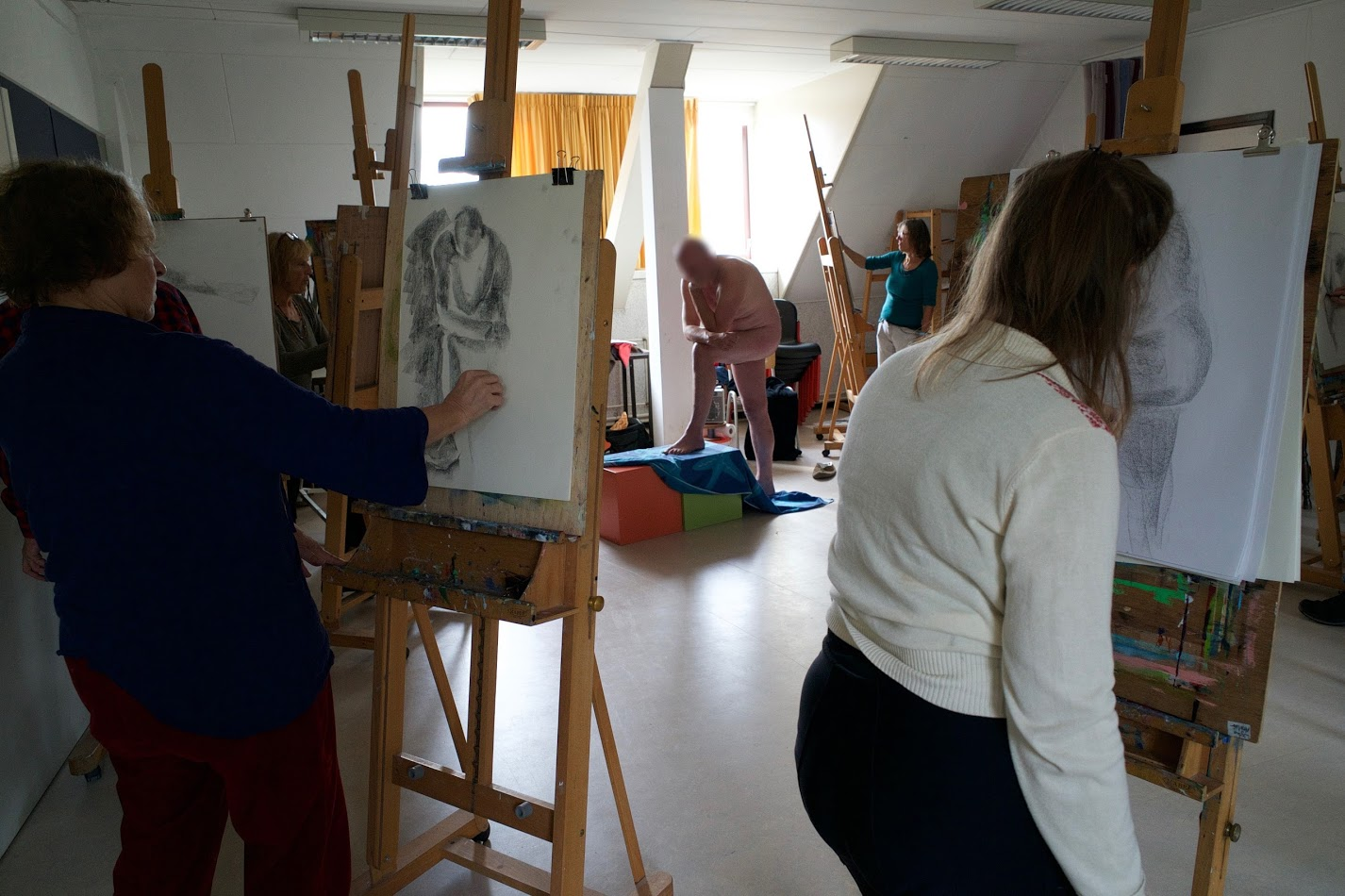
Nakenmodell på en nederländsk konstskola.

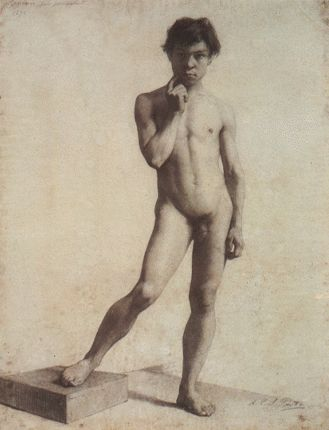
Nakenstudie tecknad av konstnären Silva Porto, cirka 1870.

Nakenmodell är en person som poserar naken i helfigur för att avbildas, exempelvis för teckning, måleri, skulptur eller fotografi. Modeller som poserar för att avbildas av konstnärer i syfte utveckla konstnärens kunskap kallas även krokimodell och konstmodell. Lätt- eller avklädda i erotiska eller pornografiska sammanhang brukar dock ofta benämnas som glamourmodeller.

## Historia

### Konstmodell
Inom västerländsk konst har studiet av den nakna kroppen varit centralt och nakenmodellen har därför fungerat som ett viktigt motiv och ett redskap för att utveckla hantverksskickligheten som konstnär. I den klassiska konstnärliga utbildningen har stort fokus legat på att lära sig att teckna människokroppen, så kallad krokiteckning, i alla dess former, åldrar och etniciteter, och det har inte funnits några direkta begränsningar för vem modellen kan ha varit. I dessa sammanhang har modellen ibland fått posera med olika typer av rekvisita, tillsammans med andra modeller, djur, etc, och mot olika typer av bakgrunder eller kulisser, i dagsljus eller annan belysning.
Nakenmodellen får oftast betalt och vissa har det som yrke. Genom historien finns det dokumenterat hur den professionella modellen har haft inverkan på olika konstnärers uttryck eller utgjort grunden för specifika verk. För professionella konstmodeller finns olika typer av organisationer och i Sverige organiseras de fackligt i Konstmodellernas Yrkesorganisation (KYO) som etablerades 1982.
Under renässansen användes ofta antika statyer av nakna människor som nakenmodeller, något som var vanligt så sent som under 1800-talet. I Sverige anställdes professionella nakenmodeller när Konstakademien grundades 1735, för att akademiens elever skulle kunna studera människokroppen. Länge var dessa modeller enbart män, på grund av den rådande uppfattningen i dåtida konstkretsar om att det var en vältränad manskropp som gav eleverna bäst möjlighet att studera människokroppens muskler i vila och rörelse. En enstaka kvinna hade engagerats för rent tillfälliga uppdrag under 1700-talet, men det var inte förrän med Eva Wallin år 1839 som konstakademien engagerade sin första professionella kvinnliga nakenmodell med fast anställning. Kvinnliga elever vid konstakademien fick inte studera manliga nakenmodeller nakna förrän på 1900-talet, då dessa måste dölja könsdelarna med skynken eller underbyxor.

### Andra sammanhang
I modern tid används begreppet ibland även för erotiska fotomodeller, som pinuppor, men även för modeller som används inom mer pornografiskt bildskapande. Vad som bedöms som en erotisk eller pornografisk avbildning av den nakna människokroppen har varierat genom historien, beroende på kontext och miljö. 
Numera kallas ofta modellen som används för konstnärliga studier av människokroppen för konstmodell eller krokimodell. Detta görs bland annat för att särskilja företeelsen från erotiska nakenmodeller. 

### Rörlig studie
Traditionellt brukas begreppet nakenmodell sällan för modeller som används för rörlig bild. I filmens barndom utgör modellerna i exempelvis Eadweard Muybridges studier av den nakna människokroppen i rörelse ett undantag.